# William Vickrey
William Spencer Vickrey (Victoria, Columbia Británica, Canadá, 21 de junio de 1914 - Harrison, Nueva York, Estados Unidos, 11 de octubre de 1996), fue un economista canadiense. 
En 1996, fue laureado con el Premio del Banco de Suecia en Ciencias Económicas en memoria de Alfred Nobel junto a James Mirrlees por sus contribuciones a la teoría de la información asimétrica. El anuncio de su Premio Nobel se hizo apenas tres días antes de su muerte. Vickrey murió mientras viajaba a una conferencia de georgistas académicos que ayudó a fundar y nunca se perdió una vez en 20 años. Su colega del departamento de economía en la Universidad de Columbia C. Lowell Harriss aceptó el premio póstumo en su nombre. Solo hay otros tres casos en los que se ha entregado un Premio Nobel a título póstumo.
Vickrey afirmó que las asimetrías en la información son frecuentes y complican el problema de la toma de decisiones. En tales situaciones, algunos agentes pueden explotar estratégicamente una posición de posesión de una mejor información. También estudió las subastas, planteando diseños para mejorar su eficiencia. Los resultados fueron aplicados con éxito por los bancos centrales en las subastas de activos. Extendió el problema de la asimetría de la información al terreno fiscal, en el que los desarrollos positivos habían sido escasos, dando pie a las teorías de James Mirrlees sobre preferencias reveladas. 
La subasta Vickrey se llama así en su honor.

## Primeros años
Vickrey nació en Victoria, Columbia Británica, Candá y asistió a la escuela secundaria en Phillips Academy en Andover, Massachusetts. Después de obtener su licenciatura en matemáticas en la Universidad de Yale en 1935, completó su maestría en 1937 y su doctorado, en 1948 en la Universidad de Columbia, donde permaneció la mayor parte de su carrera.

## Carrera
Vickrey fue el primero en utilizar las herramientas de la teoría de juegos para explicar la dinámica de las subastas. En su artículo fundamental, Vickrey derivó varios equilibrios de subasta y proporcionó un resultado inicial de equivalencia de ingresos. El teorema de equivalencia de ingresos sigue siendo la pieza central de la teoría moderna de las subastas. La subasta de Vickrey lleva su nombre.
Vickrey trabajó en la fijación de precios por congestión, la noción de que las carreteras y otros servicios deben tener un precio para que los usuarios vean los costos que surgen del uso completo del servicio cuando todavía hay demanda. La fijación de precios por congestión da una señal a los usuarios para que ajusten su comportamiento o a los inversores para que amplíen el servicio a fin de eliminar la restricción. Posteriormente, la teoría se puso en práctica parcialmente en Londres.
En economía pública, Vickrey extendió el enfoque georgista de precios de costo marginal de Harold Hotelling y mostró cómo los bienes públicos deben proporcionarse a un costo marginal y los desembolsos de inversión de capital financiados con el impuesto al valor de la tierra. Vickrey escribió que reemplazar los impuestos sobre la producción y la mano de obra ("incluidos los impuestos a la propiedad sobre las mejoras") por tarifas para la tenencia de terrenos valiosos "mejoraría sustancialmente la eficiencia económica de la jurisdicción". Vickrey argumentó además que el impuesto al valor de la tierra no tenía efectos adversos y que reemplazar los impuestos existentes de esta manera aumentaría la productividad local lo suficiente como para que los precios de la tierra subieran en lugar de bajar. También hizo un argumento ético a favor de la Captura de valor georgista, señalando que los propietarios de lugares valiosos todavía toman (excluyen a otros de) bienes públicos locales, incluso si eligen no usarlos, por lo que sin el impuesto sobre el valor de la tierra, los usuarios de la tierra tienen que pagar dos veces por esos servicios públicos (una vez en concepto de impuestos) al gobierno y una vez en alquiler a los tenedores de títulos de propiedad).
La filosofía económica de Vickrey fue influenciada por John Maynard Keynes y Henry George. Fue muy crítico de la Escuela de Economía de Chicago y expresó su oposición al enfoque político en lograr presupuestos equilibrados y combatir la inflación, especialmente en tiempos de alto desempleo. Trabajando bajo el mando del general MacArthur, Vickrey ayudó a lograr una reforma agraria radical en Japón.
Vickrey tenía muchos estudiantes graduados y protegidos en la Universidad de Columbia, incluyendo los economistas Jacques Drèze, Harvey J. Levin, y Lynn Turgeon.

## Obras selectas
- "Counterspeculation, Auctions, and Competitive Sealed Tenders", Journal of Finance,  1961. Este trabajo originó la auction theory, un subcampo de la game theory.
- «Quince falacias fatales del Fundamentalismo financiero: Una  Disquisición sobre el lado de la Demanda económica». 5 de octubre de 1996.
- Arrow, Kenneth Joseph; Arnott, Richard J.; Atkinson, Anthony A. et al., eds. (1997). Public Economics: Selected Papers by William Vickrey. Cambridge, UK: Cambridge University Press. ISBN 978-0-521-59763-0.
- Warner, Aaron W.; Forstater, Mathew; Rosen, Sumner M., eds. (2000). Commitment to Full Employment: The Economics and Social Policy of William S. Vickrey. Armonk, N.Y: M.E. Sharpe. ISBN 978-0-7656-0633-4. (requiere registro).
- Pavlina R. Tcherneva; Forstater, Mathew (2004). Pleno empleo y estabilidad de precios: La visión macroeconómica de William S. Vickrey. Edward Elgar Publishing. ISBN 978-1-84376-409-0.
- Vickrey, William (1961). «Counterspeculation, Auctions, and Competitive Sealed Tenders». Journal of Finance 16 (1): 8-37. JSTOR 2977633. doi:10.2307/2977633. The paper originated auction theory, a subfield of game theory.
- –– (1963). «Pricing in Urban and Suburban Transport». American Economic Review 53 (2): 452-465. JSTOR 1823886.
- –– (1963). «General and Specific Financing of Urban Service».  En Shaller, H.G., ed. Public Expenditure Decisions in the Urban Community. pp. 62-90.
- –– (1969). «Congestion Theory and Transport Investment». American Economic Review 59 (2): 251-260. JSTOR 1823678.
- –– (1977). «The City as a Firm».  En Feldstein, Martin; Inman, Robert P, eds. The Economics of Public Services. Palgrave Macmillan. pp. 334-343. ISBN 978-1-349-02919-8. doi:10.1007/978-1-349-02917-4_13.
- –– (1968). «Automobile Accidents, Tort Law, Externalities, and Insurance, an Economists's Critique». Law and Contemporary Problems 33: 464-487. JSTOR 1190938. doi:10.2307/1190938.
- Vickrey, William; Solow, Robert (1971). «Land Use in a Long, Narrow City». Journal of Economic Theory 3 (4): 430-447. doi:10.1016/0022-0531(71)90040-8.